# Ogenne-Camptort
Pour les articles homonymes, voir Camptort (homonymie) et Ogenne (homonymie).
Ogenne-Camptort (en béarnais Augèna-Camptòrt ou Auyène-Cantor) est une commune française, située dans le département des Pyrénées-Atlantiques en région Nouvelle-Aquitaine.

## Géographie

### Localisation
La commune d'Ogenne-Camptort se trouve dans le département des Pyrénées-Atlantiques, en région Nouvelle-Aquitaine.
Elle se situe à 39 km par la route de Pau, préfecture du département, à 20 km d'Oloron-Sainte-Marie, sous-préfecture, et à 13 km de Mourenx, bureau centralisateur du canton du Cœur de Béarn dont dépend la commune depuis 2015 pour les élections départementales.
La commune fait en outre partie du bassin de vie de Navarrenx.
Les communes les plus proches sont : 
Lay-Lamidou (2,8 km), Jasses (3,6 km), Dognen (3,8 km), Préchacq-Navarrenx (4,2 km), Lucq-de-Béarn (4,5 km), Navarrenx (4,7 km), Saucède (5,0 km), Gurs (5,0 km).
Sur le plan historique et culturel, Ogenne-Camptort fait partie de la province du Béarn, qui fut également un État et qui présente une unité historique et culturelle à laquelle s’oppose une diversité frappante de paysages au relief tourmenté.

### Communes limitrophes
Les communes limitrophes sont  Dognen, Jasses, Lay-Lamidou, Lucq-de-Béarn, Navarrenx et Vielleségure.
| Navarrenx | Vielleségure    |               |
| Jasses    | Ogenne-Camptort | Lucq-de-Béarn |
| Dognen    | Lay-Lamidou     |               |

### Hydrographie

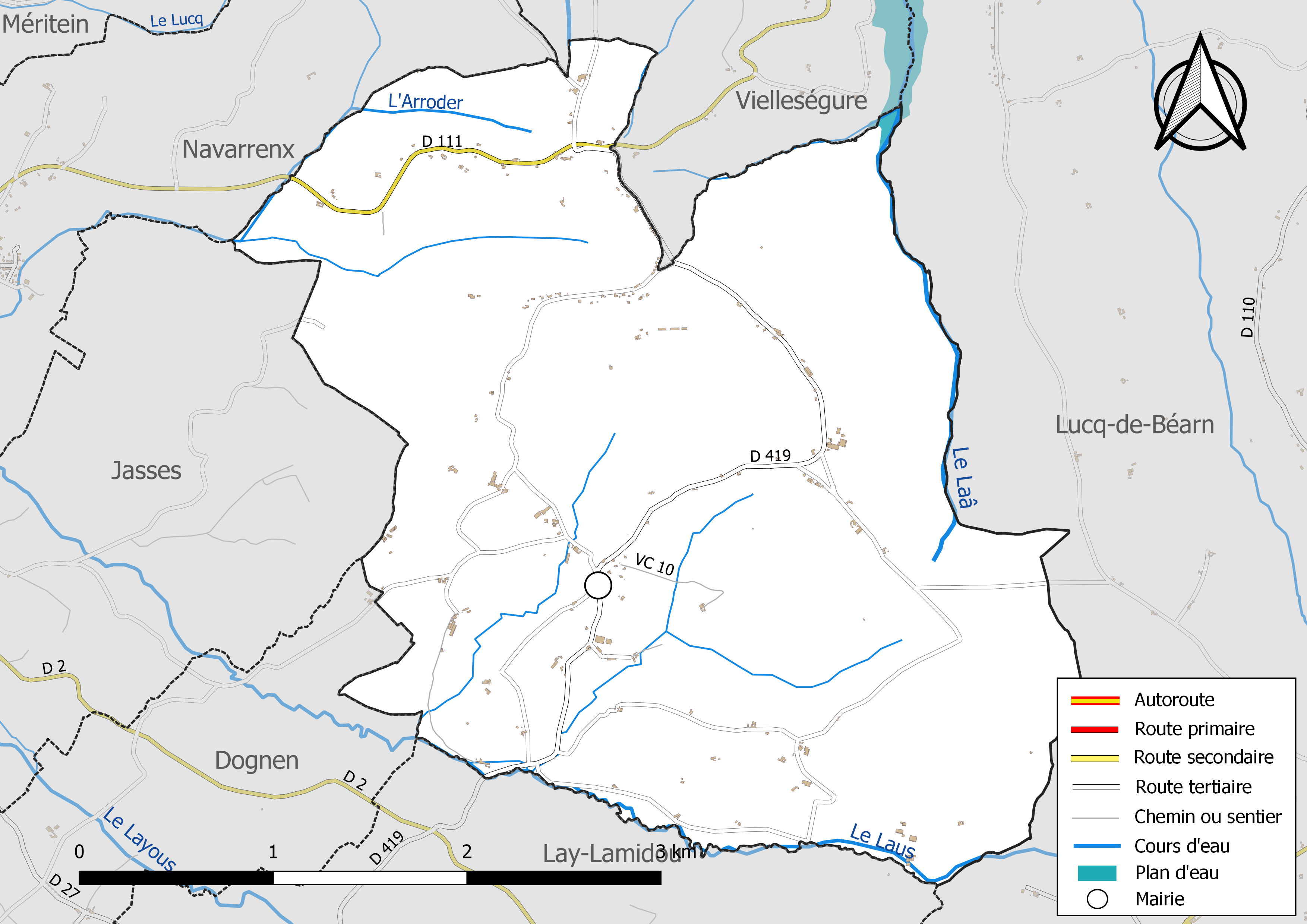
Réseaux hydrographique et routier d'Ogenne-Camptort.

La commune est drainée par le Laà, le Saleys, le Laüs, l'Arroder, un bras du Laüs, et par divers petits cours d'eau, constituant un réseau hydrographique de 14 km de longueur totale,.
Le Laà, d'une longueur totale de 29,5 km, prend sa source dans la commune et s'écoule du sud-est vers le nord-ouest. Il traverse la commune et se jette dans le gave de Pau à Orthez, après avoir traversé 9 communes.
Le Saleys, d'une longueur totale de 48,7 km, prend sa source dans la commune et s'écoule du sud-est vers le nord-ouest. Il traverse la commune et se jette dans le gave d'Oloron à Carresse-Cassaber, après avoir traversé 13 communes.
Le Laüs, d'une longueur totale de 10,6 km, prend sa source dans la commune de Lucq-de-Béarn et s'écoule d'est en ouest. Il traverse la commune et se jette dans le gave d'Oloron à Navarrenx, après avoir traversé 6 communes.

### Climat
Pour des articles plus généraux, voir Climat de la Nouvelle-Aquitaine et Climat des Pyrénées-Atlantiques.
Historiquement, la commune est exposée à un climat de montagne.  
En 2020, Météo-France publie une typologie des climats de la France métropolitaine dans laquelle la commune est toujours exposée à un climat de montagne et est dans la région climatique Pyrénées atlantiques, caractérisée par une pluviométrie élevée (>1 200 mm/an) en toutes saisons, des hivers très doux (7,5 °C en plaine) et des vents faibles.
Pour la période 1971-2000, la température annuelle moyenne est de 13,1 °C, avec une amplitude thermique annuelle de 13,9 °C. Le cumul annuel moyen de précipitations est de 1 247 mm, avec 11,4 jours de précipitations en janvier et 8,4 jours en juillet. Pour la période 1991-2020, la température moyenne annuelle observée sur la station météorologique la plus proche, située sur la commune de Monein à 10 km à vol d'oiseau, est de 14,2 °C et le cumul annuel moyen de précipitations est de 1 228,6 mm,. Pour l'avenir, les paramètres climatiques de la commune estimés pour 2050 selon différents scénarios d’émission de gaz à effet de serre sont consultables sur un site dédié publié par Météo-France en novembre 2022.

### Milieux naturels et biodiversité

#### Espaces protégés
La protection réglementaire est le mode d’intervention le plus fort pour préserver des espaces naturels remarquables et leur biodiversité associée,.
Un  espace protégé est présent sur la commune : 
les « Graves du Larus », un terrain acquis (ou assimilé) par un conservatoire d'espaces naturels, d'une superficie de 17,3 ha.

#### Réseau Natura 2000
Le réseau Natura 2000 est un réseau écologique européen de sites naturels d'intérêt écologique élaboré à partir des Directives « Habitats » et « Oiseaux », constitué de zones spéciales de conservation (ZSC) et de zones de protection spéciale (ZPS).
Deux sites Natura 2000 ont été définis sur la commune au titre de la « directive Habitats », : 
- le « gave de Pau », d'une superficie de 8 194 ha, un vaste réseau hydrographique avec un système de saligues[Note 4] encore vivace[24] ;
- « le gave d'Oloron (cours d'eau) et marais de Labastide-Villefranche », d'une superficie de 2 547 ha, une rivière à saumon et écrevisse à pattes blanches[25] ;

#### Zones naturelles d'intérêt écologique, faunistique et floristique
L’inventaire des zones naturelles d'intérêt écologique, faunistique et floristique (ZNIEFF) a pour objectif de réaliser une couverture des zones les plus intéressantes sur le plan écologique, essentiellement dans la perspective d’améliorer la connaissance du patrimoine naturel national et de fournir aux différents décideurs un outil d’aide à la prise en compte de l’environnement dans l’aménagement du territoire.
Une ZNIEFF de type 1 est recensée sur la commune, : 
le « vallon du Larus » (58,81 ha), couvrant 2 communes du département.

#### Site du CEN Aquitaine
Les graves du Larus sont un site naturel remarquable géré par le conservatoire d'espaces naturels d'Aquitaine depuis 1999. Ce site offre un paysage et une nature uniques et préservés dans un environnement très agricole. Traversé par le ruisseau du même nom, sa situation en fond de vallon a favorisé le maintien de milieux humides rares à l'origine d'une biodiversité remarquable. En lien avec un circuit local de randonnée, ce site constitue un lieu de découverte naturaliste de grand intérêt. Un livret pédagogique a été réalisé pour agrémenter la balade. Il est disponible dans plusieurs lieux touristiques locaux tels que certains gîtes.

## Urbanisme

### Typologie
Au 1er janvier 2024, Ogenne-Camptort est catégorisée commune rurale à habitat très dispersé, selon la nouvelle grille communale de densité à sept niveaux définie par l'Insee en 2022.
Elle est située hors unité urbaine et hors attraction des villes,.

### Occupation des sols

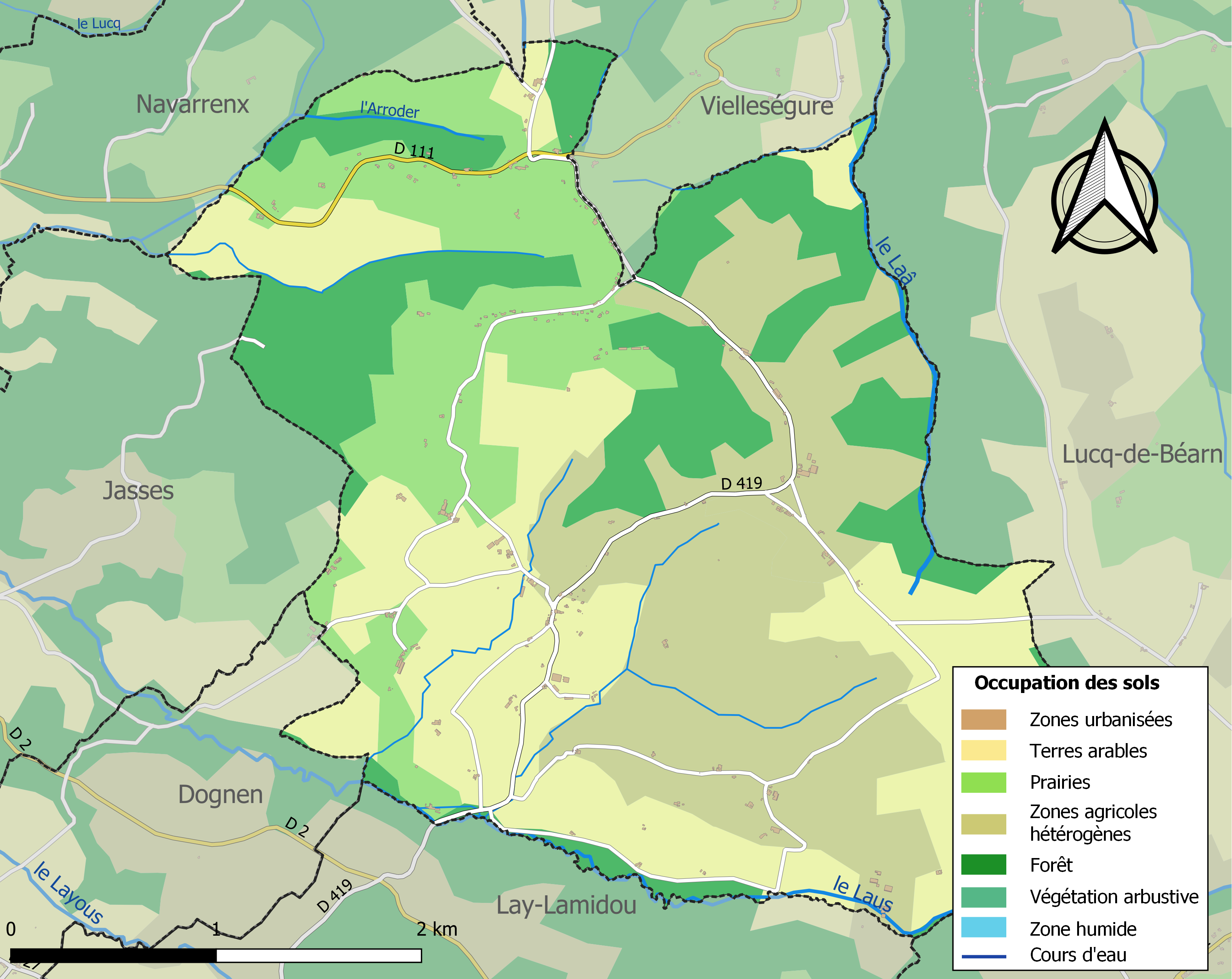
Carte des infrastructures et de l'occupation des sols de la commune en 2018 (CLC).

L'occupation des sols de la commune, telle qu'elle ressort de la base de données européenne d’occupation biophysique des sols Corine Land Cover (CLC), est marquée par l'importance des territoires agricoles (79,2 % en 2018), une proportion sensiblement équivalente à celle de 1990 (79,1 %). La répartition détaillée en 2018 est la suivante : 
terres arables (32,5 %), zones agricoles hétérogènes (29,1 %), forêts (20,8 %), prairies (17,7 %). L'évolution de l’occupation des sols de la commune et de ses infrastructures peut être observée sur les différentes représentations cartographiques du territoire : la carte de Cassini (XVIIIe siècle), la carte d'état-major (1820-1866) et les cartes ou photos aériennes de l'IGN pour la période actuelle (1950 à aujourd'hui).

### Lieux-dits et hameaux
- Camptort ;
- Ogenne.

### Risques majeurs
Le territoire de la commune d'Ogenne-Camptort est vulnérable à différents aléas naturels : météorologiques (tempête, orage, neige, grand froid, canicule ou sécheresse) et séisme (sismicité moyenne). Il est également exposé à un risque technologique, le transport de matières dangereuses. Un site publié par le BRGM permet d'évaluer simplement et rapidement les risques d'un bien localisé soit par son adresse soit par le numéro de sa parcelle.

#### Risques naturels

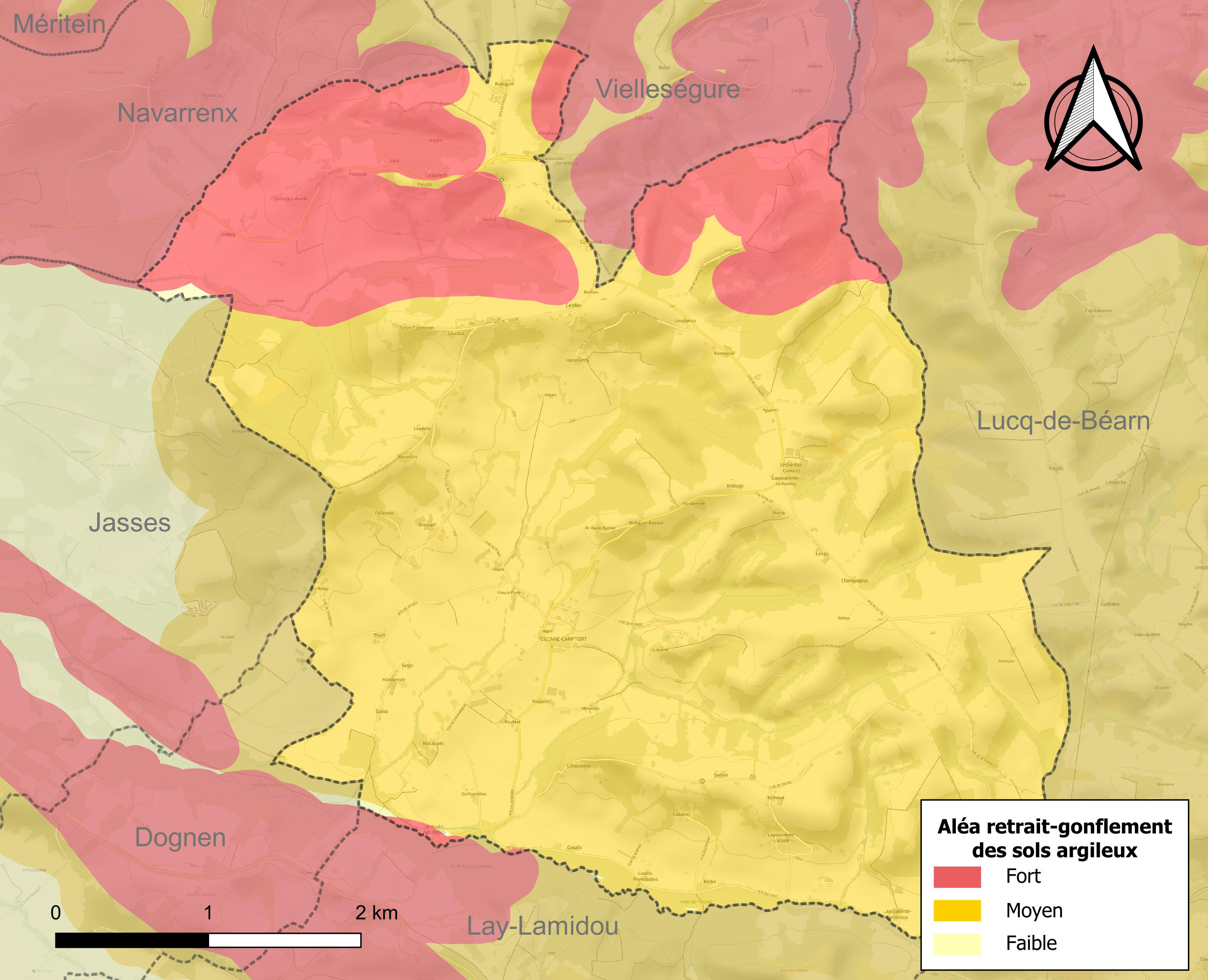
Carte des zones d'aléa retrait-gonflement des sols argileux d'Ogenne-Camptort.

Le retrait-gonflement des sols argileux est susceptible d'engendrer des dommages importants aux bâtiments en cas d’alternance de périodes de sécheresse et de pluie. 99,8 % de la superficie communale est en aléa moyen ou fort (59 % au niveau départemental et 48,5 % au niveau national). Depuis le 1er octobre 2020, en application de la loi ELAN, différentes contraintes s'imposent aux vendeurs, maîtres d'ouvrages ou constructeurs de biens situés dans une zone classée en aléa moyen ou fort,.
La commune a été reconnue en état de catastrophe naturelle au titre des dommages causés par les inondations et coulées de boue survenues en 1982, 1983 et 2009.

## Toponymie

### Attestations anciennes
Le toponyme Ogenne apparaît sous les formes Ogene (XIe siècle, d'après Pierre de Marca), Oiena (XIIIe siècle, titres de Préchacq), Sent-Jacme d'Ojenne (vers 1350, notaires de Lucq-de-Béarn), Oyene (1385, censier de Béarn) et Ogena (1548, réformation de Béarn).
Ce toponyme ne peut s'expliquer que par le basque : oihan = forêt ; oihana = la forêt, ce qui correspond bien à la réalité.
Le toponyme Camptort apparaît sous les formes Campus tortus (1235, réformation de Béarn), Cam-tort (1385, censier de Béarn), Quamptort (vers 1540, réformation de Béarn), Sanctus Stephanus de Camptort (1674, insinuations du diocèse d'Oloron), Cantor (1755, terrier de Maslacq) et Camptor (1793 ou an II).
Le nom béarnais de la commune est Augèna-Camptòrt ou Auyène-Cantor.

## Histoire
Paul Raymond note qu'en 1385 Ogenne et Camptort dépendaient du bailliage de Navarrenx et qu'Ogenne comptait 29 feux et Camptort 8.
Ogenne et Camptort sont réunies depuis le 12 mai 1841.

## Politique et administration

### Liste des maires
| Période                                  | Période  | Identité          | Étiquette | Qualité |
| ---------------------------------------- | -------- | ----------------- | --------- | ------- |
| Les données manquantes sont à compléter. |          |                   |           |         |
| 1995                                     | 2001     | Alfred Lacu       |           |         |
| 2001                                     | 2019     | Joseph Matheu     |           |         |
| 2019                                     | En cours | Sébastien Lapeyre |           |         |

### Intercommunalité
La commune fait partie de six structures intercommunales :
- la Communauté de communes du Béarn des Gaves ;
- le syndicat AEP de Navarrenx ;
- le syndicat d’énergie des Pyrénées-Atlantiques ;
- le syndicat de la perception de Navarrenx ;
- le syndicat intercommunal des gaves et du Saleys ;
- le syndicat mixte forestier des chênaies des vallées basques et béarnaises.

## Population et société

### Démographie
L'évolution du nombre d'habitants est connue à travers les recensements de la population effectués dans la commune depuis 1793. Pour les communes de moins de 10 000 habitants, une enquête de recensement portant sur toute la population est réalisée tous les cinq ans, les populations de référence des années intermédiaires étant quant à elles estimées par interpolation ou extrapolation. Pour la commune, le premier recensement exhaustif entrant dans le cadre du nouveau dispositif a été réalisé en 2007.

En 2022, la commune comptait 242 habitants, en évolution de −1,22 % par rapport à 2016 (Pyrénées-Atlantiques : +3,78 %, France hors Mayotte : +2,11 %).
| 1793 | 1800 | 1806 | 1821 | 1831 | 1836 | 1841 | 1846 | 1851 |
| ---- | ---- | ---- | ---- | ---- | ---- | ---- | ---- | ---- |
| 322  | 297  | 439  | 319  | 355  | 367  | 468  | 471  | 562  |

| 1856 | 1861 | 1866 | 1872 | 1876 | 1881 | 1886 | 1891 | 1896 |
| ---- | ---- | ---- | ---- | ---- | ---- | ---- | ---- | ---- |
| 531  | 506  | 474  | 470  | 477  | 469  | 431  | 428  | 430  |

| 1901 | 1906 | 1911 | 1921 | 1926 | 1931 | 1936 | 1946 | 1954 |
| ---- | ---- | ---- | ---- | ---- | ---- | ---- | ---- | ---- |
| 411  | 417  | 430  | 392  | 393  | 342  | 337  | 318  | 291  |

| 1962 | 1968 | 1975 | 1982 | 1990 | 1999 | 2006 | 2007 | 2012 |
| ---- | ---- | ---- | ---- | ---- | ---- | ---- | ---- | ---- |
| 256  | 228  | 211  | 235  | 220  | 214  | 234  | 237  | 245  |

| 2017 | 2022 | - | - | - | - | - | - | - |
| ---- | ---- | - | - | - | - | - | - | - |
| 245  | 242  | - | - | - | - | - | - | - |

## Économie
L'activité est principalement agricole (élevage, pâturages, maïs, polyculture).
La commune fait partie de la zone d'appellation d'origine contrôlée (AOC) du Béarn et de celle de l'ossau-iraty.

## Culture locale et patrimoine

### Patrimoine religieux
L'église Saint-Jacques, à Ogenne, date du XIXe siècle. L’église de Camptort est l’église Saint-Étienne.

### Tourisme
- Une table d'orientation originale fait face depuis 2001 à la chaîne des Pyrénées, du pic du Midi de Bigorre à La Rhune[54],[55].
- Un circuit pédestre du conseil départemental fait une boucle de 11 km dans le village[56].

## Personnalités liées à la commune
- Le géologue Pierre Bernard Palassou (1745-1830), le premier à explorer et décrire la chaîne des Pyrénées, y a vécu et y est mort en 1830[57]. Sa tombe se trouve dans le cimetière d'Ogenne[56].
- Le chanoine Jean-Baptiste Laborde (1878-1963), historien régionaliste, est enterré à Camptort[58].